# Kerstin Peckl
Kerstin Peckl (* 2. September 1989) ist eine österreichische Tennisspielerin.

## Karriere
Peckl, die Sandplätze bevorzugt, begann im Alter von neun Jahren mit dem Tennisspielen. Sie spielt hauptsächlich Turniere auf dem ITF Women’s Circuit, auf denen sie aber ebenso wenig wie auf der WTA Tour noch keinen Turniersieg feiern konnte.
Peckl war 2015 niederösterreichische Landesmeisterin. Sie spielte 2015 beim österreichischen T.V. Wiener Neudorf in der 1. Tennisbundesliga.

## Racketlon
Peckl wurde 2008 erstmals österreichische Staatsmeisterin im Racketlon. Sie konnte ihren Titel in den darauffolgenden drei Jahren erfolgreich verteidigen.
Sie war von Ende 2010 bis Ende 2012 fast zwei Jahre lang die Nummer eins der Racketlon-Weltrangliste.

## Weltranglistenpositionen am Saisonende
| Jahr   | 2013 | 2014 | 2015 | 2016 | 2017 | 2018 | 2019 | 2020 | 2021 | 2022 |
| ------ | ---- | ---- | ---- | ---- | ---- | ---- | ---- | ---- | ---- | ---- |
| Einzel | 1150 | 1210 | 928  | 995  | 1056 | —    | —    | —    | —    | —    |
| Doppel | 1140 | 1169 | 985  | 970  | 1072 | 1198 | 1033 | 1051 | 1209 | 733  |